# Čbán
Čbán je malá vesnice, část obce Úněšov v okrese Plzeň-sever v Plzeňském kraji. Nachází se asi 1,5 kilometru severozápadně od Úněšova. Prochází zde silnice II/193. Čbán je také název katastrálního území o rozloze 3,44 km².

## Historie
První písemná zmínka o vesnici pochází z roku 1440.

## Obyvatelstvo
| Rok            | 1869 | 1880 | 1890 | 1900 | 1910 | 1921 | 1930 | 1950 | 1961 | 1970 | 1980 | 1991 | 2001 | 2011 | 2021 |
| -------------- | ---- | ---- | ---- | ---- | ---- | ---- | ---- | ---- | ---- | ---- | ---- | ---- | ---- | ---- | ---- |
| Počet obyvatel | 216  | 211  | 189  | 211  | 178  | 194  | 184  | 65   | 82   | 40   | 25   | 18   | 25   | 22   | 38   |
| Počet domů     | 28   | 32   | 31   | 34   | 30   | 30   | 33   | 22   | 22   | 13   | 8    | 9    | 8    | 8    | 22   |

## Obecní správa
Při sčítání lidu v letech 1869–1950 Čbán byl samostatnou obcí, se kterým patřil nejprve do okresu Stříbro, ale v roce 1950 v okrese Plasy. Od roku 1960 je částí obce Úněšov v okrese Plzeň-sever.

## Pamětihodnosti
- Vodní mlýn čp. 8 – tzv. Císařský mlýn na Třemošné